# Гагарин, Иван Семёнович Ветчина
Князь Иван Семёнович Гагарин по прозванию Ветчина — стольник, голова и воевода во времена правления Михаила Фёдоровича и Алексея Михайловича.
Из княжеского рода Гагарины. Единственный сын князя Семёна Семёновича Гагарина по прозванию "Ветчина".
Иногда упоминается с прозванием "Ветчинка".

## Биография
В 1627-1640 годах в Боярской книге показан стольником. В мае 1645 года третий воевода в Туле для охранения от прихода крымцев и нагайцев. В 1646-1649 годах второй воевода в Тобольске. В марте 1650 года прислан в Деревскую пятину собирать дворян и детей боярских, после чего велено ему с ними идти в Новгород к боярину и князю Ивану Никитичу Хованскому для усмирения бунтующих новгородцев. В мае 1654 года упомянут есаулом и головою четвертой сотни жильцов, в походе против Речи Посполитой. В июне 1656 года голова пятой сотни жильцов в Государевом полку в походе из Смоленска против шведов. В августе 1656 года послан из государева стана воеводой в Астрахань к боярину и князю Василию Григорьевичу Ромодановскому Меньшому, с которым затеял местнический спор.
По родословной росписи показан бездетным.